# Congo (folklore)
Congo es uno de los muchos conjuntos de bailes, músicas y manifestación folclóricas traída por los esclavos a Brasil en el Periodo Colonial. Ee particularmente caracterizada por el uso de tambores en variados tamaños, trajes y coreografías típicas y cánticos que invocan los Dioses. Actualmente es una manifestación folclórico/religiosa, donde se prestan homenajes a San Benedicto y Nuestra Señora de la Penha, en fiestas que acontecen al largo de los meses de diciembre y enero. Son comunes en el Espíritu santo las fiestas dedicadas a San Benedicto. Donde se derrumba un árbol alto, se corta los ramos dejando sólo el tronco, que será el "mástil de San Benedicto", que es llevado por las calles y fijado en un patio de la fiesta, donde se coloca un estandarte con la figura del santo.
Un ensayo o pieza de Congo es llamado de Estirada. Recientemente la batida de Congo fue llevada al escenario de la música pop con los conjuntos Casaca y Manimal. Las mayores demostraciones de Congo se dan en las fiestas de San Sebastián y San Benedicto en las ciudades de Serra, de Fundão y en la Barra del Jucu, municipio de Vila Velha, en el Espíritu Santo.
Actualmente la manifestación más activa de Congo puede ser observada en la Región Metropolitana de la gran Victoria pero hay también grupos en el sur e interior de Bahía.
Y también en la Fiesta del Divino Espíritu Santo de Pirenópolis, Goiás.